# Edwin Poots
Edwin Poots (27 april 1965) is een Noord-Iers politicus voor de Democratic Unionist Party (DUP). Hij is sinds 1998 lid van de Assemblee voor Noord-Ierland, eerst voor Lagan Valley, en sinds 2022 voor South Belfast. Hij bekleedde sinds 2007 enkele ministersposten in de Noord-Ierse regering. Van januari 2020 tot oktober 2022 was hij minister van landbouw, milieu en plattelandszaken. Hij volgde op 28 mei 2021 Arlene Foster op als partijleider van de DUP maar werd op 30 juni 2021 al weer vervangen door Jeffrey Donaldson. Hij is sinds februari 2024 speaker (voorzitter) van de Assemblee voor Noord-Ierland.

## Biografie
Edwin Poots komt uit een DUP familie. Zijn vader Charlie Poots was in 1969 voor de Protestant Unionistist Party (een voorloper van de DUP) kandidaat bij de algemene verkiezingen en was in 1971 samen met Ian Paisley een van de oprichters van de strikt protestantse-unionistische Democratic Unionist Party (DUP).
Poots studeerde aan Greenmount Agricultural College en zette enige jaren het boerenbedrijf van zijn vader voort. 

## Politieke loopbaan
Poots begon zijn politieke carrière in de gemeenteraad van Lisburn en werd in 1998 in de Noord-Ierse Assemblee gekozen.
In 2007 benoemde eerste minister Ian Paisley Poots tot minister van cultuur, kunst en recreatie in de Noord-Ierse regering (Northern Ireland Executive). Hij bekleedde deze post tot 2008 en keerde in 2009 terug in de regering als minister van milieu. Van 2011 tot 2014 was hij minister van gezondheid, sociale zaken en openbare veiligheid. In die hoedanigheid raakte hij in conflict met het Hooggerechtshof, toen hij in 2011 weigerde het doneren van bloed door homo's toe te staan. Hij verweet de rechterlijke macht voortdurend de christelijke waarden aan te vallen.
In 2020 werd hij door eerste minister (First Minister) Arlene Foster opnieuw tot minister benoemd, dit keer voor landbouw, milieu en plattelandszaken.

## Partijleider
In 2021 was Poost betrokken bij het opstellen van een brief waarin een aantal prominente politici van de DUP hun vertrouwen in Foster opzegden. Foster kondigde daarop aan dat ze zou terugtreden als partijleider en eerste minister. Poots won de leiderschapsverkiezingen en volgde Foster op 28 mei 2021 op als partijleider. Een aantal prominente leden van de DUP verliet de partij uit protest tegen de gang van zaken rond het vertrek van Foster en de verkiezing van Poots.
Poots werd gezien als minder gematigd dan zijn voorgangster Foster. Hij won de leiderschapsverkiezingen met de belofte de DUP te hervormen en zich te verzetten tegen het Noord-Ierse protocol. 
Poots kondigde aan dat hij, anders dan zijn voorgangers als partijleider, geen eerste minister van Noord-Ierland wilde worden. Op 17 juni nomineerde hij tijdens een zitting van de Noord-Ierse Assemblee zijn voormalige adviseur Paul Givan als eerste minister, met Michelle O'Neill van Sinn Féin als vice-eerste minister. De Assemblee keurde beide nominaties goed. Een meerderheid van de DUP afgevaardigden in de Assemblee had zich echter eerder in een intern overleg uitgesproken tégen de voordracht van Givan. Dit had onder andere te maken met onvrede over de afspraken die Poots met Sinn Féin had gemaakt om hun instemming met de benoeming van Givan te krijgen. Poots maakte daarop bekend te zullen aftreden als partijleider omdat er niet meer voldoende vertrouwen was in zijn leiderschap.  Hij werd op 30 juni 2021 opgevolgd door het DUP lagerhuislid Jeffrey Donaldson.

## Verdere politieke loopbaan
Poots bleef minister van landbouw tot oktober 2022. In die functie zorgde hij in februari 2022 voor internationale opschudding door opdracht te geven geen douanecontroles meer uit te voeren op landbouwproducten die vanuit Groot-Brittannië naar Noord-Ierland werden vervoerd. Dit was onderdeel van een breder verzet van de DUP tegen het Noord-Ierse protocol.
Sinds maart 2022 is Poots lid van de Assemblee voor het district South Belfast. Hij werd op 3 februari 2024 speaker (voorzitter) van de Assemblee voor Noord-Ierland.

## Politieke overtuigingen
Poots behoort tot de meer behoudende vleugel van de DUP. Hij is belijdend lid van de Free Presbyterian Church of Ulster. Hij is tegen het homohuwelijk en abortus en is een jongeaardecreationist (hij gelooft dat de aarde niet meer dan 6.000 jaar oud is). Als politicus staat Poots bekend als pragmatisch. Hij sloot akkoorden met Sinn Féin en de regering van Ierland.